# Collection Plein Vent
Plein Vent est une collection française de romans pour adolescents, parue de 1966 à 1982 chez Robert Laffont.

## Genèse
Lancée en avril 1966 par les éditions Robert Laffont, la collection Plein Vent est dirigée par André Massepain, écrivain sous le nom d'André Kédros. Il avait proposé à l'éditeur un programme de plus de quatre-vingt titres. 
Destinée aux adolescents de douze à seize ans, la collection est principalement composée de romans d'aventures, de voyages, d'histoire ou de découvertes.
Il y aura une sous-collection intitulée « Plein Vent Documents ».
« C'est la meilleure collection pour adolescents de la décennie, son directeur ayant « conçu une collection de romans d'aventures d'un bon niveau littéraire qui ne soient pas gratuits mais qui s'appuient sur les sciences ou les techniques de notre temps, parlent des problèmes actuels, d'histoire ou d'anticipation ». »

## Liste des titres parus
(liste exhaustive établie selon le numéro indiqué au dos du livre)
1. Anthony Fon Eisen, Le Prince d’Omeya, 1964
2. John Rackham, Un aérodyne sur la mer (Watch on Peter), 1966
3. Leon Garfield, Jack Holborn, 1966
4. Ian Cameron, Le Cimetière des cachalots (The Lost Ones), 1966
5. Michel Le Roy, Le Chemin d'une étoile, 1966
6. Marjorie Bowen, La Vipère de Milan (The viper of Milan), 1966
7. Pierre Gamarra, Six colonnes à la Une, 1966
8. Willard Price, Pièges sous le Pacifique (Under water Adventure), 1966
9. Donald Gordon, Alerte à Mach 3, 1966
10. Michel Peyramaure, La Vallée des mammouths, 1966
11. Comte Franz Zedtwitz, La Chute des Incas (Der Untergang des sonnen Reiches), 1966
12. Arthur Catherall, S.O.S. Sous-marin (Prisoners under the sea), 1966
13. Arthur C. Clarke, L'Île des dauphins (Dolphin Island), 1966
14. Mino Milani, Chevauchée sans retour (Tommy River e lo scozzese), 1966
15. Kurt Honolka, L'Exploit de Magellan (Magellan), 1966
16. Willard Price, Pièges dans la jungle (Elephant Adventure), 1966
17. Roderick Milton, Va dire à Sparte (Tell them in Sparta), 1966
18. Alfred Lansing, Les Rescapés de l'"Endurance" (Shackleton's valiant voyage), 1966
19. Karl Bruckner, Les deux robots (Nur zwei Roboter ?), 1967
20. Willard Price, Pièges dans la mer australe (Whale adventure), 1968
21. Jean Coué, Kopoli, le renne guide  (Prix de l'Académie française[3]), 1967
22. Yannis Katsoufris, Le Capetan Mavros, 1967
23. Jean Séverin, Le Soleil d'Olympie, 1967 (Grand Prix des 13)
24. André Massepain, L'Île aux fossiles vivants, 1967
25. Maïa Rodman, Le Fils du torero (Shadow of a bull), 1967
26. Richard Thruelsen, Perdus dans l'Atlantique (Voyage of the Vagabond), 1967
27. Jean Guerin, Le Troupeau sauvage (Männer, Rinder und Soldaten), 1967
28. Jean-Jacques Antier, Mission dangereuse, 1967 (Prix La Joie par les livres 1968)
29. Michel Peyramaure, Les Colosses de Carthage, 1967
30. Jerry Sohl, L'Invention du professeur Costigan (Costigan's needle), 1967
31. Bernard Clavel, Victoire au Mans (Prix Jean Macé 1968[4])
32. Gerhart Ellert, Alexandre le Grand (Alexander der grosse), 1968
33. Willard Price, Pièges dans la savane (Safari Adventure), 1968
34. Odile Yelnik, "V" comme victoire, 1968
35. Barbara Benezra, L'Or de l'Oregon (Nuggets in my pocket), 1968
36. Lorena A. Hickok, L'Histoire d'Helen Keller, 1968
37. Jean Merrien, Cet étrange Christophe Colomb, 1968
38. Paul-Émile Victor, Sur la piste blanche, 1968
39. Jean Coué, L’Épave du drakkar, 1968
40. Willard Price, Pièges sur les volcans (Volcano Adventure), 1968
41. Jean Destieu, J'étais avec Cortès, 1968
42. Virginia B. McDonnell, Infirmière de l'espace (Aerospace nurse), 1968
43. Othmar Franz Lang, L'Affaire Baldwin (Die Stunde des Verteidigers), 1968
44. Dan Halacy, En chute libre (Dive from the sky), 1968
45. Bertrand Solet, Les Révoltés de Saint-Domingue, 1969
46. Eduard Klein, La Route de San Carlos (Die Strasse nach San Carlos), 1969
47. Jean Coué, La Guerre des Vénètes, 1968
48. Claude Manceron, Le Citoyen Bonaparte, 1968
49. Jean-Jacques Antier, La Meute silencieuse, 1969
50. Graham Hill et Robert Martin, La Torella tiger (The Torella tigers), 1969
51. Arthur W. Ballou, En détresse autour de la lune (Marooned in orbit), 1969
52. Georges Bordonove, Guillaume le Conquérant, 1969
53. Guglielmo Valle, Naufragés à la dérive, 1969
54. Philippe Saint-Gil, Le Barrage, 1969
55. Ronald Johnston, Le Pétrolier géant (The Angry Ocean), 1969
56. Jean Séverin, Vercingetorix, 1969
57. W. R. Burnett, Le Pur-sang irlandais  (The winning of Mickey Free), 1969
58. Renée Reggiani, Fouilles au pied du Vésuve, 1969
59. Gerbart Ellert, Le Lion de Saint-Marc, 1969
60. Willard Price, Pièges pour les gorilles (Gorilla Adventure), 1970
61. Eugene Emile Vielle, Le Tunnel sous la Manche (No subway), 1970
62. Michel Peyramaure, Cordillère interdite, 1970
63. Leif Hamre, Au cœur du blizzard (Leap into danger), 1970
64. Hans Baumann, La Barque des frères (Die Barke der Brüder), 1970
65. Fernand Lambert, La Guerre des gouffres, 1970
66. Bertrand Solet, D'où viens-tu, tzigane ?, 1970
67. Horia Stancu, Le Grand périple d'Esculape (Asklepios), 1970
68. Jean Séverin, Vauban, ingénieur du roi, 1970
69. Kurt Burgbacher, Pilote dans l'enfer blanc (Pilot in der weissen hölle), 1970
70. Jacques Wolgensinger, L’Épopée de la croisière jaune, 1970
71. Max Nicet, La Cité des Guaranis, 1970
72. Gerhart Ellert, Attila, le fléau de Dieu (Attila), 1971
73. John Tomerlin, Cette sacrée guimbarde (The magnificent jalpy), 1971
74. Jean Coué, Le Nabab du Grand Mogol, 1971
75. Donald Gordon, L'Huître d'or (The golden oyster), 1971
76. Pierre Pelot, Sierra brûlante, 1971
77. James Forman, La Route d'Israël (My enemy, my brother), 1971
78. Michel Grimaud, Amaury, chevalier cathare, 1971
79. Robb White, L'Île Tabou (No man's land), 1971
80. Fernand Lambert, La Corde était coupée (The nothing special), 1971
81. Barbara Bartos-Höppner, L'Héritage de Lia (Entscheide dich, Jo), 1971
82. John Tomerlin, Le Petit Bolide (The nothing special), 1971
83. Miep Diekmann, Le Chirurgien de la flibuste (Marijn bij de lorredraaiers), 1971
84. Bertrand Solet, Il était un capitaine, 1972
85. Willard Price, Pièges en Amazonie (Amazon Adventure), 1972
86. Jean Coué, La Colère du Maipu, 1972
87. Francis Fytton, Une Bugatti en or (The Golden Bug), 1972
88. Jean Courbeyre, Cap sur la vie, 1972
89. Peter Dickinson, Le Monstre du Loch (Emma Tupper's diary), 1972
90. Peter Townsend, Duel d'aigles (Duel of eagles), 1972
91. Amber Dana, Une Rose pour Kathy (Love is a red rose), 1972
92. Nikolai von Michalewsky, Pêcheurs de corail, 1973
93. Gerhart Ellert, Charles Quint (Karl V), 1973
94. Bernard Clavel, Malataverne, 1973
95. Michel Grimaud, La Ville sans soleil, 1973
96. Claude Manceron, Austerlitz, 1973
97. James Forman, L’Odyssée Du Commandant Cameron (So ends this day), 1973
98. Bertrand Solet, Debout, cosaques !, 1973
99. Mary Patchett, Frère sauvage (Wild brother), 1973
100. Jean Coué, L'Homme de la rivière Kwaï, 1973
101. Charles Chaplin, Histoire de mon enfance (My autobiography), 1973
102. Jean Séverin, Quand chassent les vautours, 1974
103. Rita Ritchie, Baleine à tribord ! (Rogue whaler), 1974
104. Cédric Goury-Laffont, Les Chevaliers de la tempête, 1974
105. André Massepain, Les Flibustiers de l'uranium, 1974
106. Farley Mowat, Perdus dans le grand Nord (Lost in the barrens), 1974
107. Nicolai von Michalewski, Le Derrick en flammes (Feuersalamander), 1974
108. Florence Hugodot, À pas de loup, 1975
109. Michel Grimaud, Des hommes traqués, 1975
110. Jacques Moreau et Henry Schneider, La Fogarra, 1975
111. Ian Cameron, Le Cimetière des cachalots ; L'Étrange Bête de la Terre de Feu, 1975
112. Ian Cameron, L'Ile sur le toit du monde : L’Étrange Bête de la terre de feu (The Mountains at the botton the world), 1975
113. Bertrand Solet, Voyages sans boussole, 1975
114. Brunella Gasperini, Ciaò, vieux collège, 1976
115. Jean Séverin, L'Étoile des Baux), 1976
116. Michel Peyramaure, Nous irons décrocher les nuages, 1976
117. Claude Cénac, Demain, l’An Mil, 1976
118. Ian Cameron, Le Voilier blanc (The White ship), 1976
119. André Kédros, Le Dernier Voyage du Port-Polis, 1977
120. Frank Stuart,  Vol sauvage (Wild wings), 1977
121. Bertrand Solet, Face aux vengeurs, 1977
122. Denis Lacroix, Pirates vikings, 1977
123. Vitus B. Dröscher, Les Sens mystérieux des animaux (Klug wie die Schlangen), 1978
124. Mel Ellis, Sandra et les chevaux sauvages, 1978
125. Pierre Ivanoff, Découvertes chez les Mayas, 1978
126. Jean Destieu, La Grande Chevauchée de Gaston Phœbus, 1978
127. Djibi Thiam, Ma sœur la panthère, 1978
128. Maria Ardizio, Lorsque les tambours se tairont, 1978
129. Hugues Varnac, Le Jeune Homme à l'arc, 1978
130. Claude Cénac, Un bel été pour tes quinze ans, 1979
131. Nikolai von Michalewsky, Un avion au fond de la mer (Tödliche Bergung), 1979
132. Mel Ellis, Les chasseurs solitaires, 1980
133. Daniel Wunderlich, J'ai douze ans, c'est pas ma faute, 1980
134. Laurence Camiglieri, Quand Balboa découvrait le Pacifique, 1980
135. Cédric Goury-Laffont, Les Naufragés de l'"Aurelia", 1981
136. Nikolai von Michalewsky, Chargement dangereux (Letzte Chance vor Beirut), 1981
137. Roland Rapin, Le Trésor du Lapon, 1981
138. Jean Lozi, La Prison verte, 1982

Plein Vent Documents
1. Dominique Lapierre et Larry Collins, ... Ou tu porteras mon deuil, 1977
2. Martin Gray, Au nom de tous les miens, 1977
3. France et Christian Guillain, le bonheur sur la mer
4. Francis Mazière, archipel du tiki, 1977
5. Cornelius Ryan, le jour le plus long, 1977
6. Jean-François Jacob, la Panafricaine

## Illustrateurs
Les premières illustrations de couvertures sont dues à Jean-Olivier Héron pendant plusieurs années. D'autres dessinateurs travailleront ensuite pour la collection : Daniel Bechennec, Ardea, Michel Politzer, Michel Landi etIsabelle Molinard.

## Sources bibliographiques
- Robert Laffont, Éditeur, Robert Laffont/Seghers, 2011.
- Raymond Perrin, Littérature de jeunesse et presse des jeunes au début du XXIe siècle (nouvelle édition revue et augmentée): Esquisse d'un état des lieux - Enjeux et perspectives, Éditions L'Harmattan, 2008.